# Бржетислав Долейший
Бржетислав Долейший (чеськ. Břetislav Dolejší, нар. 20 вересня 1928 — пом. 28 жовтня 2010) — чехословацький футболіст, що грав на позиції воротаря.
Виступав, зокрема, за клуби «Дукла» (Прага) та «Славія», а також національну збірну Чехословаччини.

## Клубна кар'єра
У дорослому футболі дебютував 1952 року виступами за команду клубу «Дукла» (Прага), в якій провів чотири сезони.
У 1957 році перейшов до клубу «Славія», за який відіграв 3 сезони. Завершив професійну кар'єру футболіста виступами за команду «Славія» (Прага) у 1960 році.
Помер 28 жовтня 2010 року на 83-му році життя.

## Виступи за збірну
У 1952 році дебютував в офіційних матчах у складі національної збірної Чехословаччини. Протягом кар'єри у національній команді, яка тривала 7 років, провів у формі головної команди країни 18 матчів.
У складі збірної був учасником чемпіонату світу 1958 року у Швеції.